# Cinnyricinclus
Cinnyricinclus es un género de aves paseriformes perteneciente a la familia Sturnidae. Se encuentran en hábitats boscosos del territorio continental del África subsahariana.

## Especies
En la actualidad el género solo contiene una especie:
- Cinnyricinclus leucogaster - estornino amatista.

En el pasado contenía dos especies más que ahora se clasifican en el género Poeoptera:
- Cinnyricinclus sharpii;
- Cinnyricinclus femoralis.